# Brzeźniak, Tỉnh West Pomeranian
Brzeźniak [ˈbʐɛʑɲak] (tiếng Đức: Rosenfelde) là một ngôi làng thuộc khu hành chính của Gmina Wgorzyno, thuộc quận Łobez, West Pomeranian Voivodeship, ở phía tây bắc Ba Lan.